# アダナケバブ

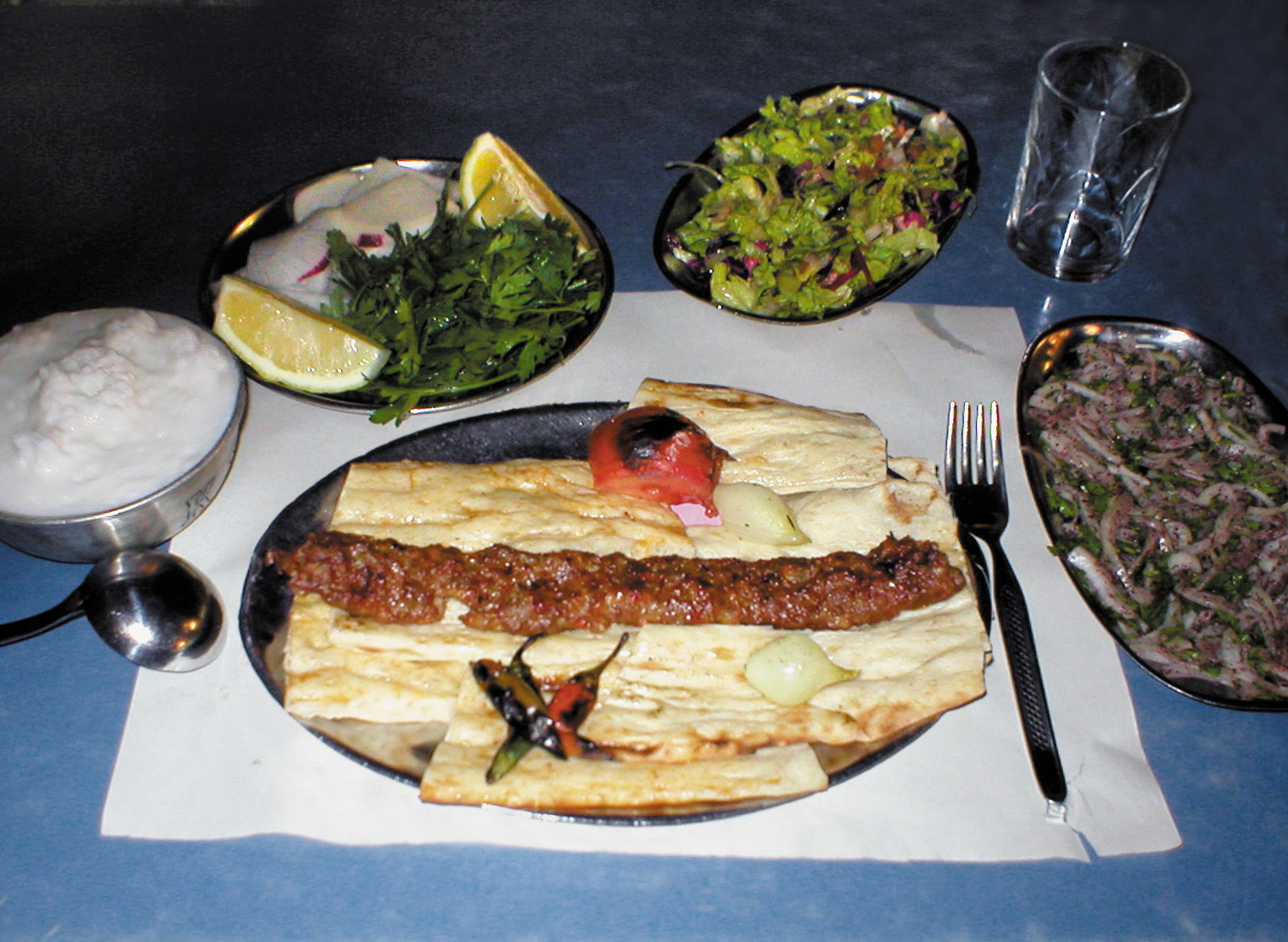
皿に盛られたアダナケバブ

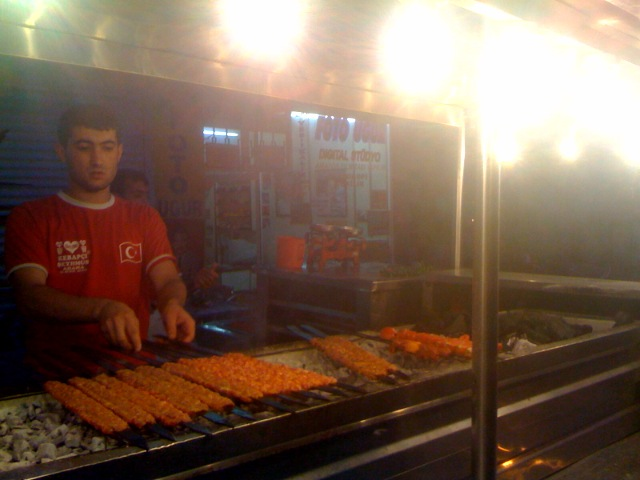
マンガルで焼かれるアダナケバブ

アダナケバブ(Adana kebabı)はクイマケバブ(Kıyma kebabı)とも呼ばれ挽肉を長い鉄串に刺しトルコ風のバーベキューであるマンガルの炭火でローストされた肉料理でケバブの一種である。アダナの名はトルコ第5の大都市であるアダナから来ており、もともとアダナやメルスィンなどの都市部やトルコ南東部ではクイマケバブの名で知られていた。オスマン帝国以来の歴史からクイマケバブはトルコ以外にもシリアやイラク等他の地域でも広く食されており、それぞれの土地オリジナルのクイマケバブが存在する。
アダナケバブ自体は2005年2月以降、原産地統制呼称が適用されアダナケバブの名称を付けて商品として提供出来るのはアダナ商工会議所の審査を通り認可を受けたレストランだけとされている。1950年代以降、他のトルコの大都市や国外にも広がったがアダナケバブの解釈や質が一定でないことにも起因している。アダナケバブのオリジナルであるクイマケバブはスパイシーな味と言う訳ではない。

## 調理

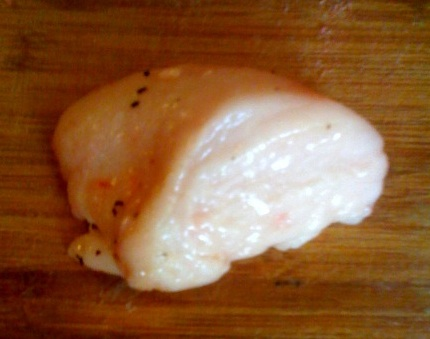
欠かせない尾脂

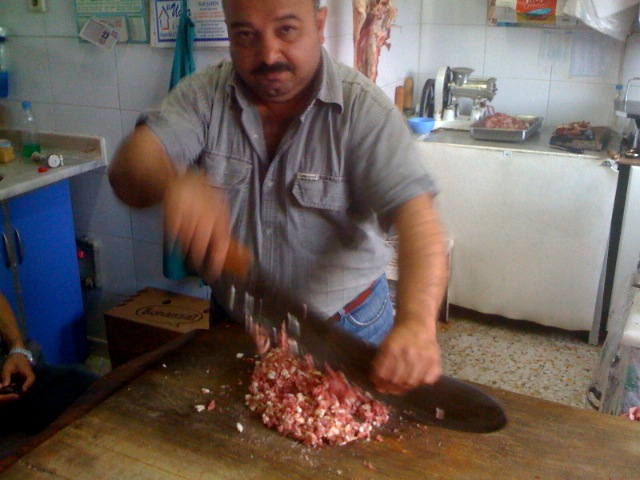
Zırhで切り刻まれる肉

クイマケバブはもともと自然な環境で地の植物を飼料にした雄のラム肉を原料に良く洗浄し、ケバブの構成に欠かせない羊の尾脂を混ぜて寝かせてから作られている。その後、 "Zırh"と呼ばれる大きな包丁を使って細かく切られてから、塩や赤胡椒が加えられ形作られる。状況に応じてスパイシーな緑唐辛子やニンニクなどを加えることもある。串刺しにする時は少量の水が使われるが、串刺しにする段階はケバブにとっては肝心な工程で、適切に行われていないと焼いているときに串から肉が剥がれたり、炭の中に落ちてしまう。通常オークの炭火の残り火で弱火で焼かれ、焼き上がるように串を回し赤身から茶褐色に両面焼けて来たら出来上がりである。融けた脂肪は燃えさしには落とさず、串焼きの後、平たいパンに集め、後で温める。

## 食べ方
アダナケバブは皿"Porsiyon"に盛られるかドゥルム"Dürüm"と呼ばれる平たいパンの上に盛られる。アダナケバブの付け合わせとして焼いたトマトや緑や赤の唐辛子、千切りのタマネギ、パセリ、スーマックが添えられる。通常、アダナやメルスィンではメゼがケバブと一緒に出されている。アイランや赤カブ等から作られた飲み物シャルガム(Şalgam)が常飲されている。